# Olivia J. Berntsson
Olivia Johansson Berntsson, mer känd som Olivia J. Berntsson, född 17 januari 1993, är en svensk programledare.

## Biografi
Olivia J. Berntsson växte upp i Värnamo. Hon startade sin karriär som journalist på Värnamo Nyheter. År 2014 flyttade hon till Stockholm där hon bland annat har varit nyhetsredaktör för både P3 Nyheter och Rix Morronzoo. Idag (2023) är hon programledare för Aftonbladet TV. Dessutom brukar hon några kvällar i veckan vara programledare för direktsända frågesporten Primetime.